# Tofikh Bakhramovstadion
Het Tofikh Bakhramovstadion is een voetbalstadion in het Azerbeidzjaanse Bakoe. In dit stadion speelt FK Qarabağ haar thuiswedstrijden. Ook werkt het Azerbeidzjaans voetbalelftal hier haar thuiswedstrijden af.
Het stadion heeft een capaciteit van 30.000 plaatsen. Het kreeg na 1993 de huidige naam en is genoemd naar de Russisch-Azerbeidzjaanse scheidsrechter Tofikh Bakhramov (1925-1993).
Tijdens de Europese Spelen 2015 werd in het stadion het onderdeel boogschieten gehouden.